# Гостиля (река)
Гостиля е река в Северна България, Дунавската равнина, област Враца – община Бяла Слатина и област Плевен – общини Кнежа, Искър и Долна Митрополия, ляв приток на река Искър. Дължината ѝ е 40,9 км.
Река Гостиля води началото си от суходолие, започващо на 1,4 км източно от село Враняк, община Бяла Слатина, на 194 м н.в. До град Кнежа тече на североизток, а след това до устието си на изток в асиметрична долина с по-стръмен десен склон. Влива се отляво в река Искър на 42 м н.в., на 1,1 км южно от село Ставерци. Река Гостиля е последният приток на река Искър преди вливането ѝ в Дунав.
Площта на водосборния басейн на реката е сравнително малък – 320 км2, което представлява 3,7% от водосборния басейн на река Искър.
Средногодишният отток на реката при устието ѝ е 0,64 m3/s. Реката е маловодна със снежно-дъждовно подхранване, като почти ежегодно в края на лятото пресъхва. Водите ѝ се използват за напояване – няколко мисроязовира.
По течението на реката са разположени 1 град и 2 села:
- Област Враца

- Община Бяла Слатина – Търнак;

- Област Плевен

- Община Кнежа – град Кнежа;
- Община Долна Митрополия – Гостиля.

По левия, полегат бряг на реката от Кнежа до село Ставерци, на протежение от 19,4 км преминава Републикански път III-137 от Държавната пътна мрежа Кнежа – Ставерци – Крушовене.

## Топографска карта
- Лист от карта K-34-24. Мащаб: 1 : 100 000.
- Лист от карта K-35-13. Мащаб: 1 : 100 000.